# 尤里·阿尔秋欣
尤里·彼得罗维奇·阿尔秋欣（俄語：Юрий Петрович Артюхин，1930年—1998年）是苏联宇航员，工程师。

## 生平
1930年6月22日出生于莫斯科州的军事飞行员家庭。1957年加入苏联共产党。1958年毕业于茹科夫斯基空军工程学院，留校担任高级工程师。1963年入选宇航员队伍。
1974年7月3日，他和波波维奇乘坐联盟14号升空，与礼炮3号空间站成功对接，在上面逗留了15天，19日乘同飞船返回舱成功降落地面。这是金刚石计划的一部分。
1998年8月4日因癌症去世。

## 荣誉
- 蘇聯英雄荣誉称号、金星奖章、列寧勳章（1974年7月20日）
- 红星勋章
- 拜科努尔荣誉市民（1977年）[4]

## 军衔
- 工程兵大尉（1958年3月7日）
- 工程兵少校（1962年3月30日）
- 工程兵中校（1965年6月3日）
- 工程兵上校（1974年7月30日）
- 上校（1984年5月14日）